# Majestas Domini

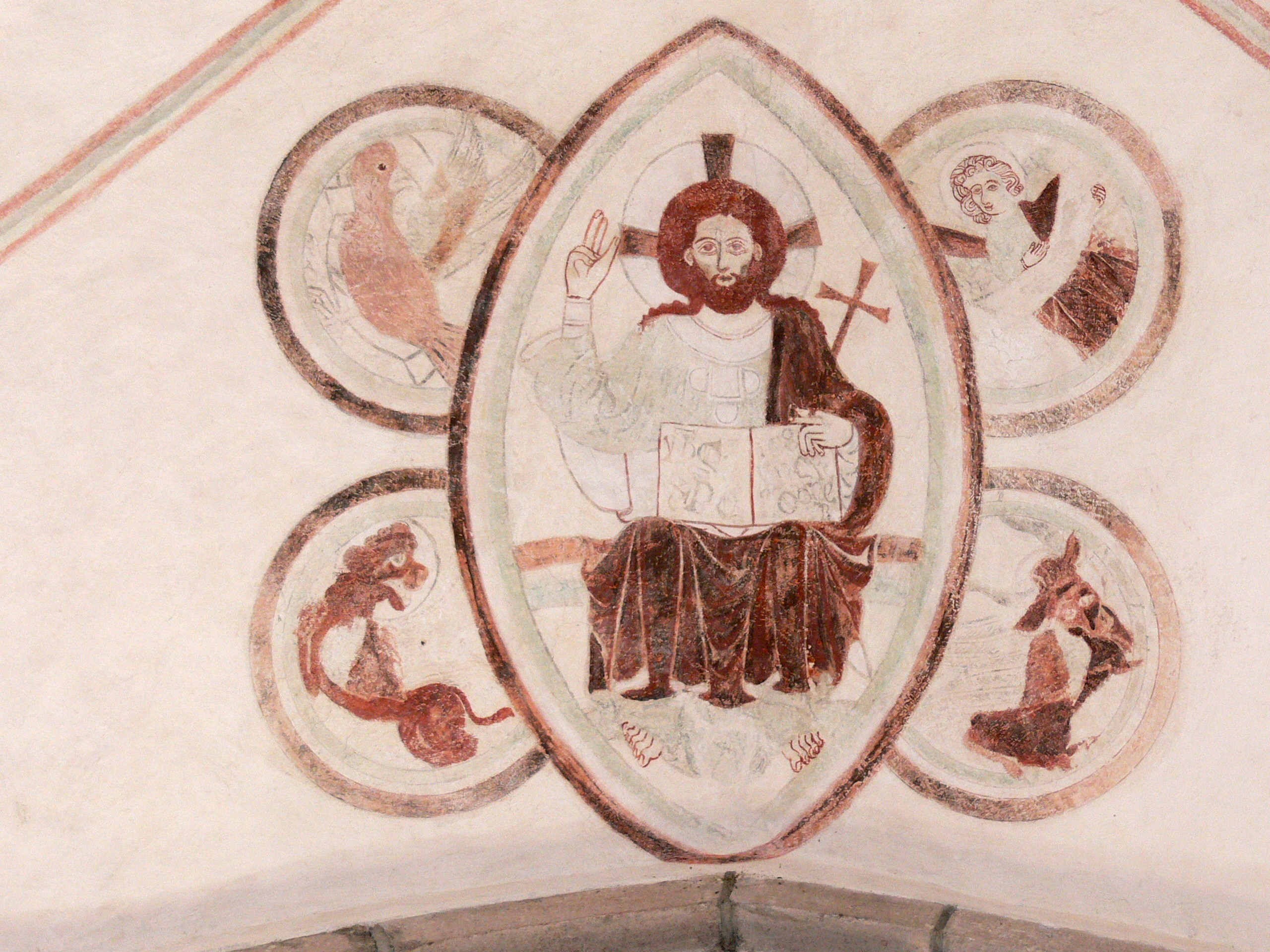
Majestas Domini i Grötlingbo kyrka.

Majestas Domini, även Maiestas Domini, Herren (Kristus) i majestät, är en framställning inom bildkonsten som visar Kristus som allhärskare sittande på en tron eller ett klot, "världsklotet", i en mandorla. Han omges ofta av de fyra evangelistsymbolerna. 